# クリミア (小惑星)
クリミア (1140 Crimea) は、小惑星帯（メインベルト）の小さい小惑星。グリゴリー・ニコラエヴィチ・ネウイミンが発見し、当時ソ連の領土であったクリミア半島に因んで名付けられた。